# Dème de Karpenísi
Le dème de Karpenísi, en grec moderne : Δήμος Καρπενησίου / Dímos Karpenisíou, est un dème du district régional de l'Eurytanie, en Grèce-Centrale.
Selon le recensement de 2011, la population du dème s'élève à 13 105 habitants. Au sein du dème, le district municipal de Karpenísi compte 8 575 habitants.
Le siège du dème est la ville de Karpenísi, qui compte 7 183 habitants.